# واترفورد (ویرجنیا)
واترفورد (به انگلیسی: Waterford) یک منطقهٔ مسکونی در ایالات متحده آمریکا است که در شهرستان لادن، ویرجینیا واقع شده‌است.